# Xã Mayfield, Quận Grand Traverse, Michigan
Xã Mayfield (tiếng Anh: Mayfield Township) là một xã thuộc quận Grand Traverse, tiểu bang Michigan, Hoa Kỳ. Năm 2010, dân số của xã này là 1.550 người.